# Kristineberg (Stockholm)
Pour les articles homonymes, voir Kristineberg.
Kristineberg est un quartier central de Stockholm en Suède.

## Description
Kristineberg est un quartier du district de Kungsholmen, au centre de Stockholm.
Il est situé dans la partie nord-ouest de l'île de Kungsholmen, limitrophe de Stadshagen à l'est, de Traneberg à l'ouest, de Fredhäll au sud et de Marieberg au sud-est, ainsi que du quartier Huvud de Solna.
Sa superficie est de 0,63 km2.

## Galerie

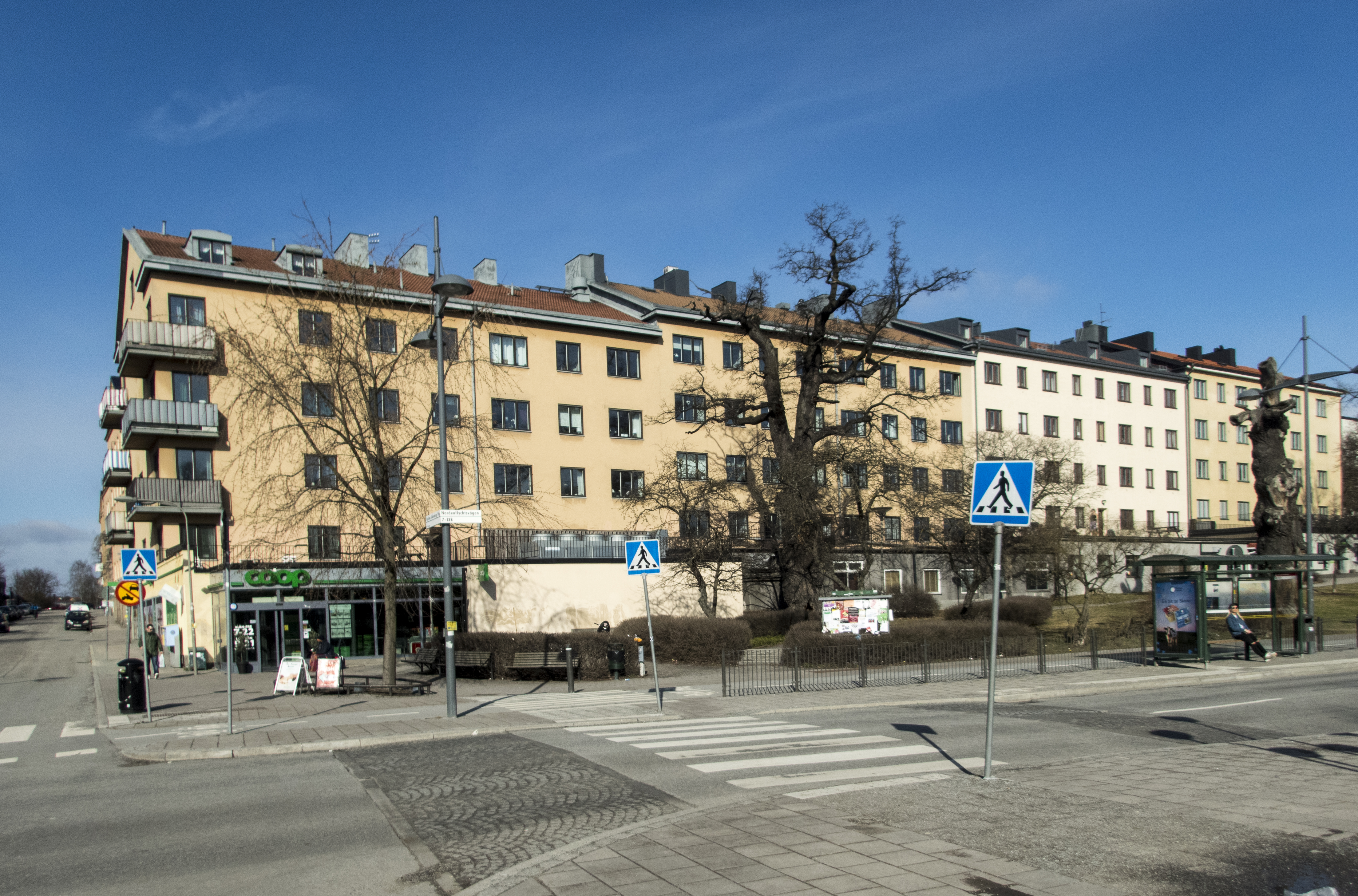
Kvarteret Fyrskeppet, Kristineberg (2015).
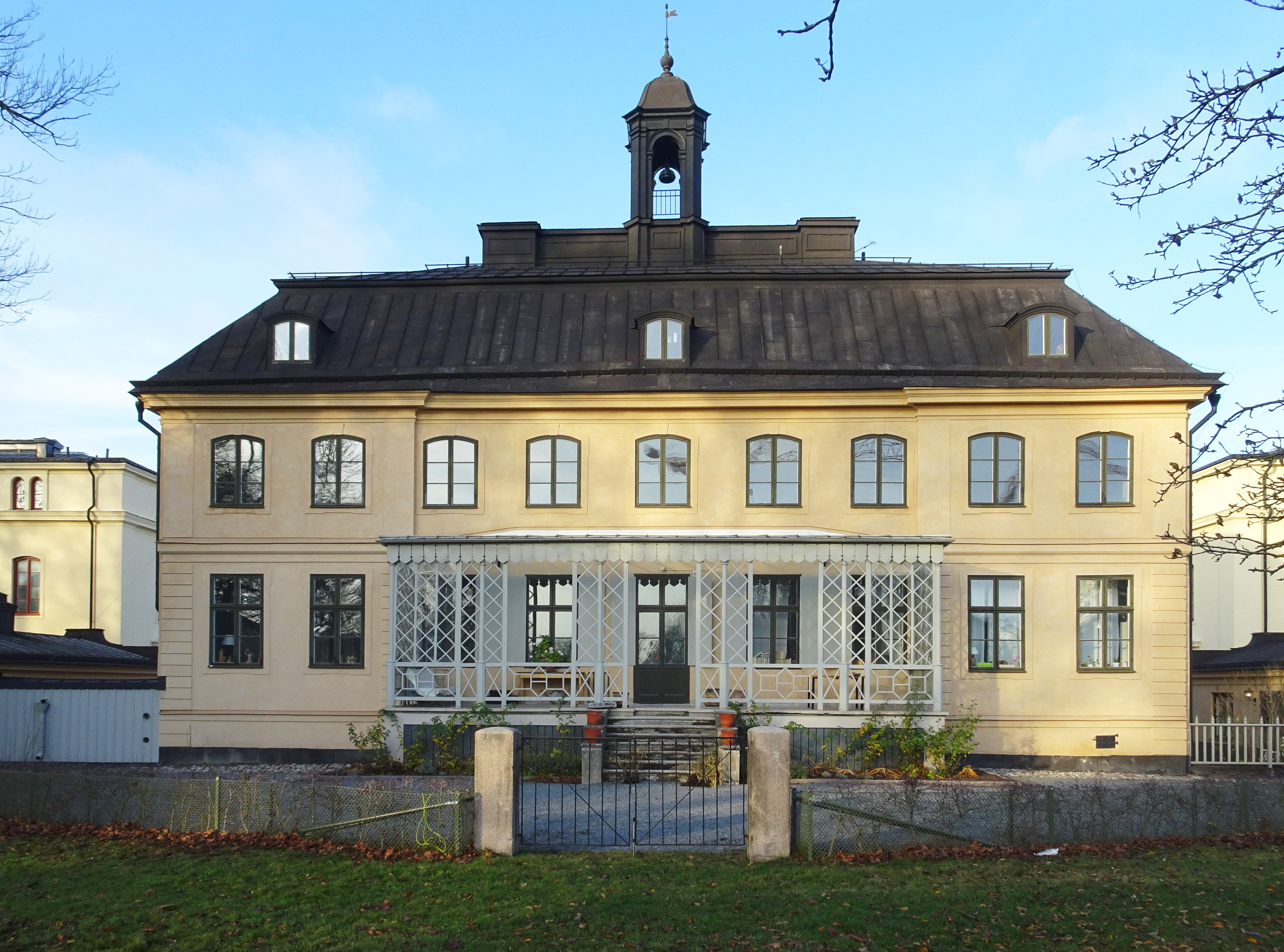
Façade sud du château de Kristineberg (2018).
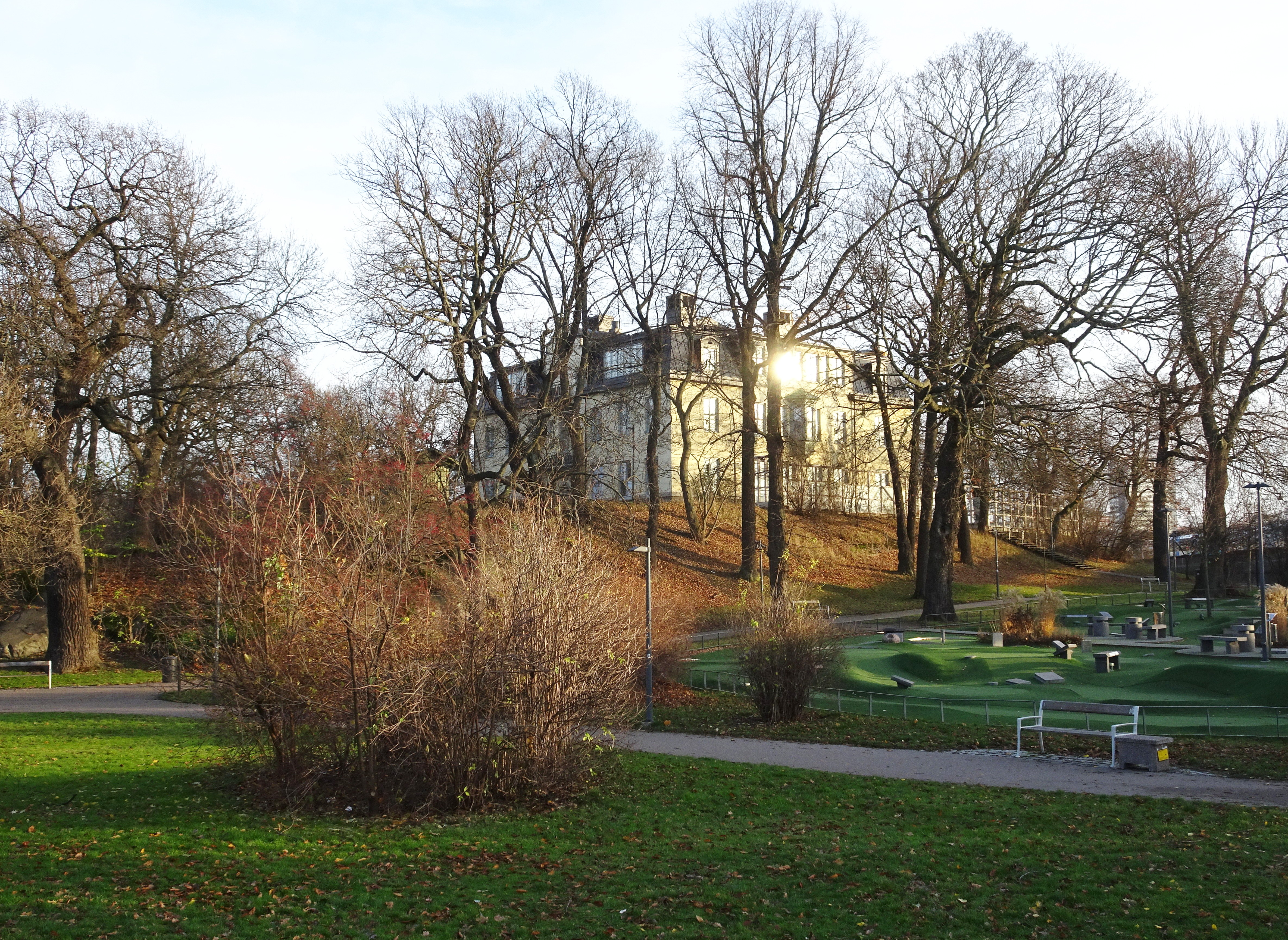
La Kullskolan» dans l'ancien parc à l'anglaise du château (2018).
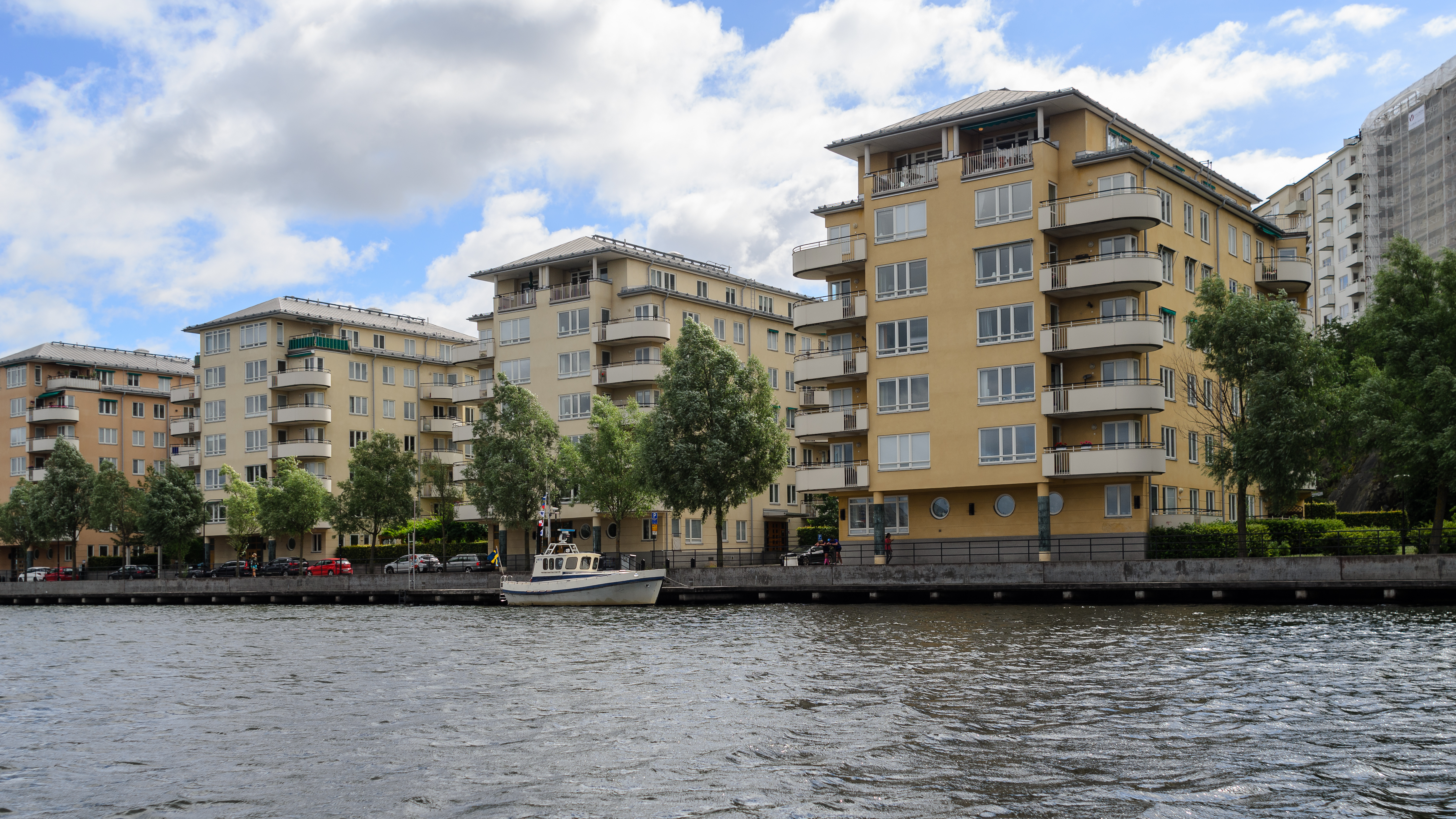
Immeuble résidentiel (2015).
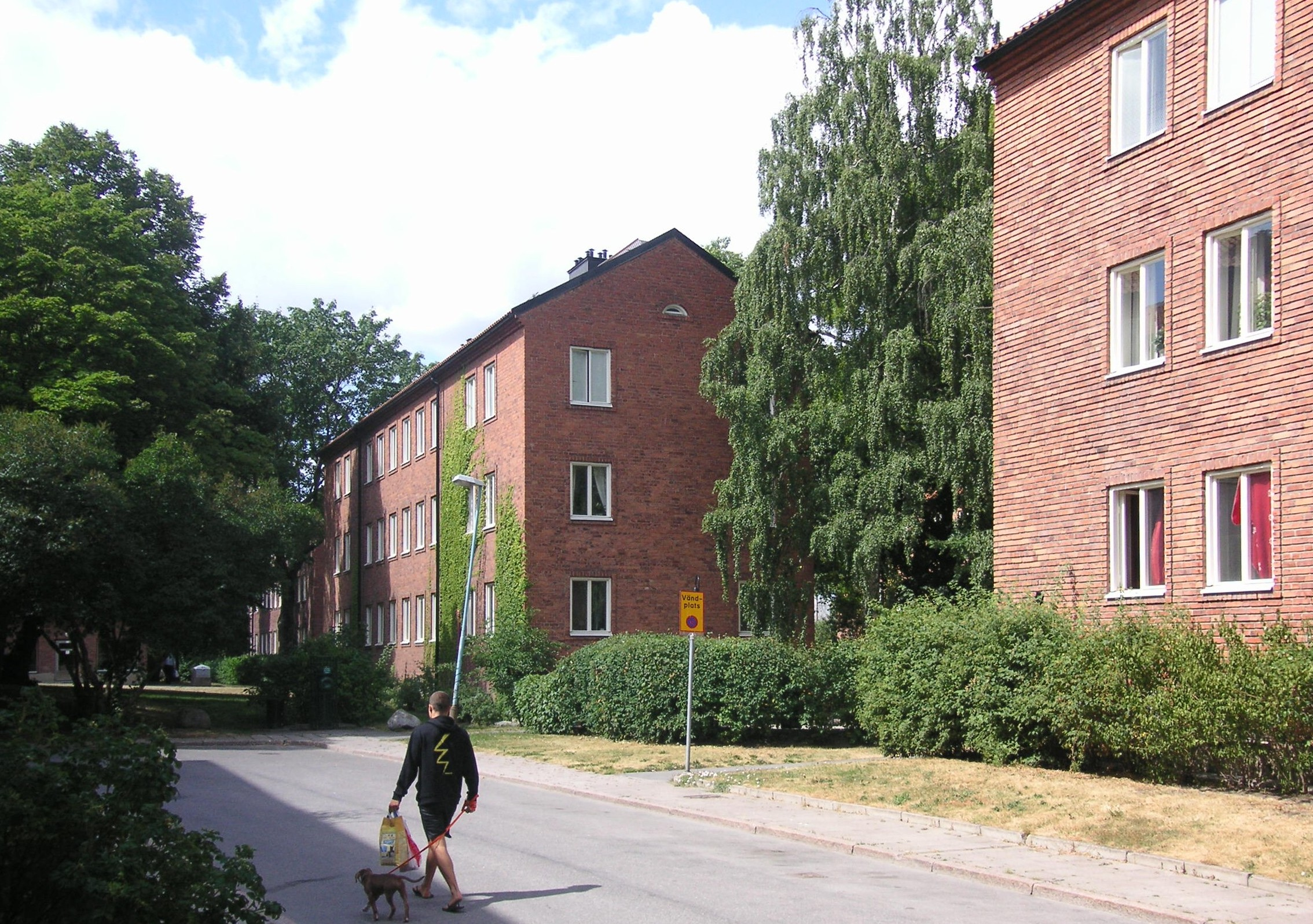
Immeuble résidentiel de Stiernhjelmsvägen (2010).
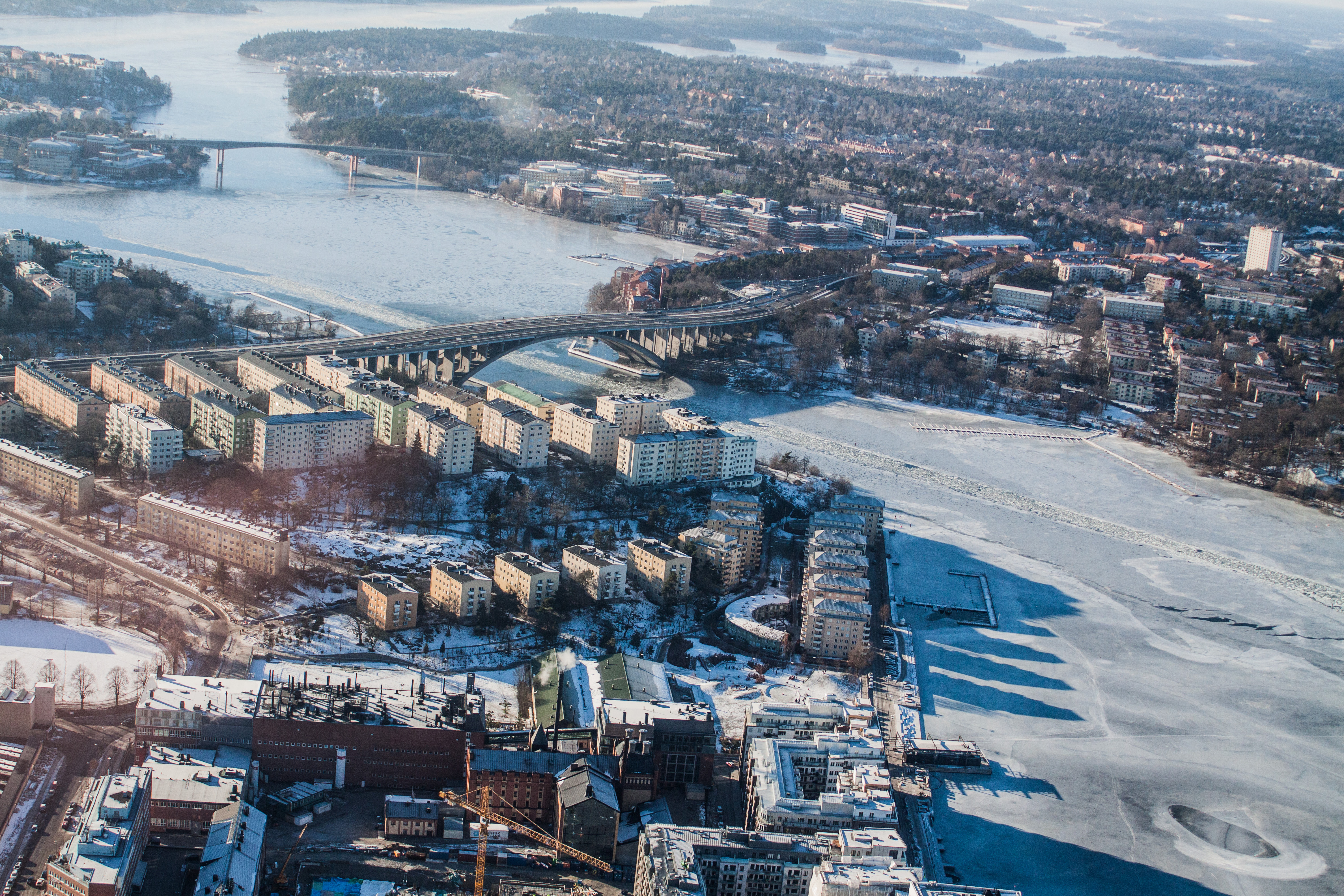